# Grand Prix Abú Zabí 2024
Grand Prix Abú Zabí 2024 (oficiálně Formula 1 Etihad Airways Abu Dhabi Grand Prix 2024) se jela na okruhu Yas Marina v emirátu Abú Zabí ve Spojených arabských emirátech dne 8. prosince 2024. Závod byl dvacátým čtvrtým a zároveň posledním v pořadí v sezóně 2024 šampionátu Formule 1.

## Kvalifikace
Kvalifikace se uskutečnila 7. prosince 2024 v 18:00 místního času (UTC+4).
| Poř.                        | Č. | Jezdec           | Konstruktér                  | Časy v kvalifikaci | Časy v kvalifikaci | Časy v kvalifikaci | Pořadí na startu |
| Poř.                        | Č. | Jezdec           | Konstruktér                  | Q1                 | Q2                 | Q3                 | Pořadí na startu |
| --------------------------- | -- | ---------------- | ---------------------------- | ------------------ | ------------------ | ------------------ | ---------------- |
| 1                           | 4  | Lando Norris     | McLaren-Mercedes             | 1:23.682           | 1:23.098           | 1:22.595           | 1                |
| 2                           | 81 | Oscar Piastri    | McLaren-Mercedes             | 1:23.640           | 1:23.199           | 1:22.804           | 2                |
| 3                           | 55 | Carlos Sainz Jr. | Ferrari                      | 1:23.487           | 1:22.985           | 1:22.824           | 3                |
| 4                           | 27 | Nico Hülkenberg  | Haas-Ferrari                 | 1:23.722           | 1:23.040           | 1:22.886           | 7                |
| 5                           | 1  | Max Verstappen   | Red Bull Racing-Honda RBPT   | 1:23.516           | 1:22.998           | 1:22.945           | 4                |
| 6                           | 10 | Pierre Gasly     | Alpine-Renault               | 1:23.548           | 1:23.086           | 1:22.984           | 5                |
| 7                           | 63 | George Russell   | Mercedes                     | 1:23.678           | 1:23.283           | 1:23.132           | 6                |
| 8                           | 14 | Fernando Alonso  | Aston Martin Aramco-Mercedes | 1:23.794           | 1:23.268           | 1:23.196           | 8                |
| 9                           | 77 | Valtteri Bottas  | Kick Sauber-Ferrari          | 1:23.481           | 1:23.341           | 1:23.204           | 9                |
| 10                          | 11 | Sergio Pérez     | Red Bull Racing-Honda RBPT   | 1:23.559           | 1:23.379           | 1:23.264           | 10               |
| 11                          | 22 | Júki Cunoda      | RB-Honda RBPT                | 1:23.735           | 1:23.419           |                    | 11               |
| 12                          | 30 | Liam Lawson      | RB-Honda RBPT                | 1:23.733           | 1:23.472           |                    | 12               |
| 13                          | 18 | Lance Stroll     | Aston Martin Aramco-Mercedes | 1:23.729           | 1:23.784           |                    | 13               |
| 14                          | 16 | Charles Leclerc  | Ferrari                      | 1:23.302           | 1:23.833           |                    | 19               |
| 15                          | 20 | Kevin Magnussen  | Haas-Ferrari                 | 1:23.632           | 1:23.877           |                    | 14               |
| 16                          | 23 | Alexander Albon  | Williams-Mercedes            | 1:23.821           |                    |                    | 18               |
| 17                          | 24 | Čou Kuan-jü      | Kick Sauber-Ferrari          | 1:23.880           |                    |                    | 15               |
| 18                          | 44 | Lewis Hamilton   | Mercedes                     | 1:23.887           |                    |                    | 16               |
| 19                          | 43 | Franco Colapinto | Williams-Mercedes            | 1:23.912           |                    |                    | 20               |
| 20                          | 61 | Jack Doohan      | Alpine-Renault               | 1:24.105           |                    |                    | 17               |
| 107 % času vítěze: 1:29.133 |    |                  |                              |                    |                    |                    |                  |
| Zdroj:                      |    |                  |                              |                    |                    |                    |                  |

Poznámky
1. ↑  Nico Hülkenberg obdržel penalizaci 3 míst z důvodu předjetí dvou monopostů v tunelu na výjezdu z boxů v Q1.
2. ↑  Charles Leclerc obdržel penalizaci 10 míst za nasazení nové baterie.
3. ↑  Alexander Albon obdržel penalizaci 5 míst za nasazení nové převodovky.
4. ↑  Franco Colapinto obdržel penalizaci 5 míst za nasazení nové převodovky.

## Závod
Závod se uskutečnil 8. prosince 2024 v 17:00 místního času (UTC+4).
| Poř.                                                                    | No. | Jezdec           | Konstruktér                  | Počet kol | Čas/Odstoupení  | Start | Body |
| ----------------------------------------------------------------------- | --- | ---------------- | ---------------------------- | --------- | --------------- | ----- | ---- |
| 1                                                                       | 4   | Lando Norris     | McLaren-Mercedes             | 58        | 1:26:33.291     | 1     | 25   |
| 2                                                                       | 55  | Carlos Sainz Jr. | Ferrari                      | 58        | +5.832          | 3     | 18   |
| 3                                                                       | 16  | Charles Leclerc  | Ferrari                      | 58        | +31.928         | 19    | 15   |
| 4                                                                       | 44  | Lewis Hamilton   | Mercedes                     | 58        | +36.483         | 16    | 12   |
| 5                                                                       | 63  | George Russell   | Mercedes                     | 58        | +37.538         | 6     | 10   |
| 6                                                                       | 1   | Max Verstappen   | Red Bull Racing-Honda RBPT   | 58        | +49.847         | 4     | 8    |
| 7                                                                       | 10  | Pierre Gasly     | Alpine-Renault               | 58        | +1:12.560       | 5     | 6    |
| 8                                                                       | 27  | Nico Hülkenberg  | Haas-Ferrari                 | 58        | +1:15.554       | 7     | 4    |
| 9                                                                       | 14  | Fernando Alonso  | Aston Martin Aramco-Mercedes | 58        | +1:22.373       | 8     | 2    |
| 10                                                                      | 81  | Oscar Piastri    | McLaren-Mercedes             | 58        | +1:23.821       | 2     | 1    |
| 11                                                                      | 23  | Alexander Albon  | Williams-Mercedes            | 57        | +1 kolo         | 18    |      |
| 12                                                                      | 22  | Júki Cunoda      | RB-Honda RBPT                | 57        | +1 kolo         | 11    |      |
| 13                                                                      | 24  | Čou Kuan-jü      | Kick Sauber-Ferrari          | 57        | +1 kolo         | 15    |      |
| 14                                                                      | 18  | Lance Stroll     | Aston Martin Aramco-Mercedes | 57        | +1 kolo         | 13    |      |
| 15                                                                      | 61  | Jack Doohan      | Alpine-Renault               | 57        | +1 kolo         | 17    |      |
| 16                                                                      | 20  | Kevin Magnussen  | Haas-Ferrari                 | 57        | +1 kolo         | 14    |      |
| 17                                                                      | 30  | Liam Lawson      | RB-Honda RBPT                | 55        | Brzdy           | 12    |      |
| Ret                                                                     | 77  | Valtteri Bottas  | Kick Sauber-Ferrari          | 30        | Následky nehody | 9     |      |
| Ret                                                                     | 43  | Franco Colapinto | Williams-Mercedes            | 26        | Chlazení        | 20    |      |
| Ret                                                                     | 11  | Sergio Pérez     | Red Bull Racing-Honda RBPT   | 0         | Následky nehody | 10    |      |
| Nejrychlejší kolo: Kevin Magnussen (Haas-Ferrari) – 1:25.637 (57. kolo) |     |                  |                              |           |                 |       |      |
| Zdroj:                                                                  |     |                  |                              |           |                 |       |      |

Poznámky
1. ↑  Lance Stroll skončil 12., obdržel ale penalizaci 5 sekund za překročení limitů trati.
2. ↑  Liam Lawson byl klasifikován, jelikož dokončil více než 90 % délky závodu.

## Konečné pořadí po závodě
|        | Pořadí | Jezdec           | Body |
| ------ | ------ | ---------------- | ---- |
|        | 1      | Max Verstappen   | 437  |
|        | 2      | Lando Norris     | 374  |
|        | 3      | Charles Leclerc  | 356  |
|        | 4      | Oscar Piastri    | 292  |
|        | 5      | Carlos Sainz Jr. | 290  |
| Zdroj: |        |                  |      |

|        | Pořadí | Konstruktér                  | Body |
| ------ | ------ | ---------------------------- | ---- |
|        | 1      | McLaren-Mercedes             | 666  |
|        | 2      | Ferrari                      | 652  |
|        | 3      | Red Bull Racing-Honda RBPT   | 589  |
|        | 4      | Mercedes                     | 468  |
|        | 5      | Aston Martin Aramco-Mercedes | 94   |
| Zdroj: |        |                              |      |